# Бербер Зоя Рудольфівна
Зо́я Рудо́льфівна Бе́рбер (рос. Зоя Рудольфовна Бербер; нар.. 1 вересня 1987, Перм) — російська актриса театру, кіно і телебачення, найбільш відома роллю Лєри Оборіної в серіалі «Реальні пацани».

## Життєпис
Навчалася у школі № 91 міста Пермі в класі з театральним ухилом. Зіграла кілька шкільних ролей. Також займалася музикою з семи років і закінчила 5 класів у музичній школі по класу фортепіано. Після закінчення школи вступила до хореографічного коледжу. Потім вчилася на модельєра одягу.
Вступила до Пермського державного інституту мистецтва і культури (курс Бориса Мільграма), але була змушена піти в академічну відпустку для роботи в серіалі «Реальні пацани».

### Кар'єра
З 2009 року Зоя Бербер бере участь у виставі «Збирач куль» пермського театру «Сцена-Молот» в ролі Віки (режисер вистави — Р. Маліков).
У жовтні 2009 року Зоя брала участь у міжнародному фестивалі «Простір режисури» в рамках офіційної програми Росія-Франція.
З 2010 по 2018 роки вона грала роль Лєри в комедійному серіалі «Реальні пацани» на каналі «ТНТ».
У 2015 році Зоя Бербер за роль Лєри була номінована на премію «ТЕФІ» в номінації «Найкраща акторка телевізійного фільму/серіалу».
У 2011 році Зоя Бербер в російській версії журналу «Maxim» посіла 5-е місце в списку «100 найсексуальніших жінок країни», поступившись Марії Кожевніковій, Віри Брежнєвої, Вікторії Боні та Аліні Артц.
З 2011 року бере участь у виставі «Лихо з розуму» пермського «Театру-Театру» в ролі Софії Павлівни (режисери — Е. Бояков, Ф. Григорьян).
28 вересня 2016 року випущений кліп реп-виконавця Нигатив «Невесомость», головну роль в якому зіграла Зоя Бербер.
12 жовтня 2016 року музичний гурт 25/17 за участю Зої Бербер випустила кліп на трек «Новый Вирус».
З 2016 року Зоя Бербер бере участь у виставі «Калігула» у МГТ (Московський губернський театр, режисер — С. Землянський).
У 2017 році як ведуча вона брала участь у передачі «Спортивний момент» на телеканалі «Москва 24».
У 2018 році Зоя Берберзнялася в серіалі «Відплата» (робоча назва «Проспекти»), прем'єра якого відбулася 28 січня 2019 року на каналі «НТВ», в ролі Свєти, дружини головного героя.

### Особисте життя
29 червня 2015 року Зоя народила доньку Надію, батько дитини — Олександр Синєгузов, сценарист з Чити, з яким Бербер познайомилася ще в 2010 році на зйомках перших серій першого сезону «Реальних пацанів».

## Ролі в театрі
| Роки                  | Вистава           | Роль                          | Дата прем'єри в ролі | Театр                   | Режисер                        |
| --------------------- | ----------------- | ----------------------------- | -------------------- | ----------------------- | ------------------------------ |
| 2009 — до нашого часу | Збирач куль       | Віка                          | 2009                 | «Сцена-Молот»           | Руслан Маліков                 |
| 2011 — до нашого часу | Лихо з розуму     | Софія Павлівна                | 8 листопада 2011     | «Театр-Театр»           | Едуард Бояков, Філіп Григорьян |
| 2013                  | Ріверсайд драйв   | Барбара                       | вересень 2013        | «Сцена-молот»           | Олександр Созоне               |
| 2014                  | Демон             | Тамара                        | 2014                 | «Театр імені Єрмолової» | Сергій Землянський             |
| 2016                  | Калігула          | Дружина Муция, учасник балету | 23, 24 грудня 2016   | МГТ                     | Сергій Землянський             |
| 2017                  | Пригоди Фандоріна | Рената Клебер                 | 23, 24 вересня 2017  | МГТ                     | Тетяна Вдовиченко              |

## Фільмографія
| Рік       |     | Назва                      | Роль                                        |
| --------- | --- | -------------------------- | ------------------------------------------- |
| 2010—2023 | з   | Реальні пацани             | Лера Оборіна                                |
| 2011      | ф   | Чужі на районі             | Сем (дублювання героїні Джоді Уіттакер)     |
| 2012      | кор | Кохати                     | Катя                                        |
| 2015      | с   | Фарца                      | Надя Вострікова, подруга Андрія             |
| 2018      | ф   | Щастя! Здоров'я!           | Світла                                      |
| 2019      | с   | Відплата                   | Світлана, дружина Юрія Шатохіна             |
| 2019      | с   | Дев'ять життів             | Маша Трофимова                              |
| 2019      | с   | Фантом                     | Настя                                       |
| 2019      | ф   | Дівчата бувають різні      | Діана Угарова                               |
| 2019      | ф   | Новорічний ремонт          | Маргарита                                   |
| 2019      | с   | Душогуби                   | Ольга Аксьонова, продавчиня                 |
| 2020      | с   | Проєкт «Анна Миколаївна»   | Анна Миколаївна Королькевич                 |
| 2020      | с   | Чума!                      | Марта, донька барона                        |
| 2020      | с   | Кохання у робочі тижні     | Ірина                                       |
| 2020      | с   | Кохання у неробочі тижні   | Ірина                                       |
| 2020      | ф   | Чумовий новий рік          | Марта, донька барона                        |
| 2020      | ф   | Реальні пацани проти зомбі | Лера Наумова                                |
| 2021      | с   | Кохання у спекотні тижні   | Ірина                                       |
| 2021      | ф   | Стендап під прикриттям     | Алла                                        |
| 2021      | с   | По коліно                  | камео                                       |
| 2021      | с   | Щастить                    | Олена                                       |
| 2021      | с   | Тригер 2                   | Наталя                                      |
| 2021      | ф   | Чиновник                   | дівчина в червоному                         |
| 2022      | ф   | Таємний Санта              | Світлана Соколова                           |
| 2023      | ф   | Новорічний шеф             | Олеся, шеф-кухар ресторану                  |
| 2023      | ф   | Заправка Зоськи            | Зося                                        |
| 2024      | с   | Щастя не за горами         | Тетяна Крупнова, хірург                     |
| 2024      | с   | Гусар 2                    | Анастасія Соколова                          |
| 2024      | с   | Тітка Марта (2-й сезон)    | Віра Павлова, опікун Юлі                    |
| 2024      | ф   | 7 днів, 7 ночей            | Ольга Гурєєва                               |
| 2024      | ф   | Сімейний переполох         | Аня                                         |
| 2024      | с   | Плевако                    | Олександра Іванівна Плевако, дружина Миколи |
| 2025      | ф   | Все, що тебе стосується    | Ірина                                       |